# سكوت ريتشموند
سكوت ريتشموند هو لاعب كرة قاعدة كندي، ولد في 30 أغسطس 1979 في فانكوفر في كندا.

## وصلات خارجية
- سكوت ريتشموند على موقع دوري كرة القاعدة الرئيسي (الإنجليزية)
- سكوت ريتشموند على موقعبيزبول رفرنس.كوم (الدوري الرئيسي) (الإنجليزية)
- سكوت ريتشموند على موقعبيزبول رفرنس.كوم (الدوري الثانوي) (الإنجليزية)
- سكوت ريتشموند على موقع إي إس بي إن.كوم (أم.أل.بي) (الإنجليزية)
- سكوت ريتشموند على موقع مشجعي الرسوم البيانية (الإنجليزية)
- سكوت ريتشموند على موقع اللجنة الأولمبية الكندية (الإنجليزية)